# سوتلانا توماسیان
سوتلانا آرامی توماسیان (ارمنی: Սվետլանա Արամի Թովմասյան؛ زادهٔ ۱۲ ژوئیهٔ ۱۹۵۱) بازیگر سینما و بازیگر تئاتر اهل ارمنستان است.

## زندگی‌نامه
وی در ۱۲ ژوئیه ۱۹۵۱ در شوش به دنیا آمد . وی برنده جوایزی همچون مدال موسس خورناتسی (۲۰۰۶) است.

## گزیده فیلمشناسی
از فیلم‌ها یا برنامه‌های تلویزیونی که وی در آن نقش داشته‌است می‌توان به If Only Everyone اشاره کرد.